# 新ニュース速報(新VIP)板
新ニュース速報（新VIP）板（しんニュースそくほうしんビップいた）は、かつて存在していた2ちゃんねる避難所。一般的に「新VIP」と呼ばれていた。

## 概要
「2chの掲示板、ニュース速報VIP板の避難所」であった。2009年11月頃から始まった2ちゃんねるの大規模規制の受け皿として、2010年2月16日に生まれた。当初のサブタイトルは「新ニュース速報（新VIP）＠明日から本気出す」。 
現在は閉鎖されている。